# Monte Spinarda - Rio Nero
Monte Spinarda - Rio Nero este o arie protejată (arie specială de conservare — SAC, sit de importanță comunitară — SCI) din Italia întinsă pe o suprafață de 943 ha, integral pe uscat.

## Localizare
Centrul sitului Monte Spinarda - Rio Nero este situat la coordonatele 44°13′00″N 8°05′19″E / 44.2167°N 8.0886°E.

## Înființare
Situl Monte Spinarda - Rio Nero a fost declarat sit de importanță comunitară în iunie 1995 pentru a proteja 30 de specii de animale. Situl a fost protejat și ca arie specială de conservare în iunie 2015.

## Biodiversitate
Situată în ecoregiunea alpină, aria protejată conține 6 habitate naturale: Liziere de ierburi înalte hidrofile de câmpie și de nivel montan până la alpin, Păduri aluvionare cu Alnus glutinosa și Fraxinus excelsior (Alno-Padion, Alnion incanae, Salicion albae), Râuri cu maluri nămoloase cu vegetație de Chenopodion rubri p.p. și Bidention p.p., Păduri de Castanea sativa, Păduri de fag Luzulo-Fagetum, Fânețe de joasă altitudine (Alopecurus pratensis, Sanguisorba officinalis).
La baza desemnării sitului se află mai multe specii protejate:
- păsări (27): uliu păsărar (Accipiter nisus), pițigoi codat (Aegithalos caudatus), stârc cenușiu (Ardea cinerea), ciuf-de-pădure (Asio otus), Certhia brachydactyla, mierla de apă (Cinclus cinclus), ciocănitoare pestriță mare (Dendrocopos major), măcăleandru (Erithacus rubecula), cinteză (Fringilla coelebs), gaiță (Garrulus glandarius), sfrâncioc roșiatic (Lanius collurio), codobatură de munte (Motacilla cinerea), pițigoi mare (Parus major), pițigoi de brădet (Periparus ater), viespar (Pernis apivorus), pitulice de munte (Phylloscopus bonelli), pitulice de munte (Phylloscopus collybita), ciocănitoarea verde (Picus viridis), mugurarul (Pyrrhula pyrrhula), aușel sprâncenat (Regulus ignicapilla), sitar de pădure (Scolopax rusticola), țiclete (Sitta europaea), scatiu (Spinus spinus), huhurez mic (Strix aluco), silvie cu cap negru (Sylvia atricapilla), pănțărușul (Troglodytes troglodytes), mierlă (Turdus merula)
- mamifere (1): lupul (Canis lupus)
- nevertebrate (2): Austropotamobius pallipes, rădașcă (Lucanus cervus)

Pe lângă speciile protejate, pe teritoriul sitului au mai fost identificate 9 specii de plante, 1 specie de păsări, 3 specii de amfibieni, 2 specii de nevertebrate, 1 specie de pești, 4 specii de reptile.